# Bandbāl-e Bālā
Bandbāl-e Bālā (persiska: بندبال بالا) är en ort i Iran.   Den ligger i provinsen Khuzestan, i den västra delen av landet, 500 km sydväst om huvudstaden Teheran. Bandbāl-e Bālā ligger 114 meter över havet och antalet invånare är 430.
Terrängen runt Bandbāl-e Bālā är platt. Runt Bandbāl-e Bālā är det ganska tätbefolkat, med 104 invånare per kvadratkilometer. Närmaste större samhälle är Andimeshk, 13,5 km norr om Bandbāl-e Bālā. Trakten runt Bandbāl-e Bālā består till största delen av jordbruksmark.